# Nowrūz Kār
Nowrūz Kār (persiska: نُوروز كار) är en ort i Iran.   Den ligger i provinsen Hormozgan, i den sydöstra delen av landet, 1 300 km sydost om huvudstaden Teheran. Nowrūz Kār ligger 17 meter över havet och antalet invånare är 119.
Terrängen runt Nowrūz Kār är platt åt sydost, men åt nordväst är den kuperad. Terrängen runt Nowrūz Kār sluttar söderut. Runt Nowrūz Kār är det mycket glesbefolkat, med 7 invånare per kvadratkilometer. Närmaste större samhälle är Rāpch, 17,5 km väster om Nowrūz Kār. Trakten runt Nowrūz Kār är ofruktbar med lite eller ingen växtlighet.